# Desborough
Desborough ist eine Stadt und eine Verwaltungseinheit in der Unitary Authority North Northamptonshire in England. Desborough ist 22,6 km von Northampton entfernt. Im Jahr 2011 hatte es eine Bevölkerung von 10.697. Desborough wurde 1086 im Domesday Book als De(i)sburg/Dereburg erwähnt.